# 反戦高校生協議会
反戦高校生協議会(はんせんこうこうせいきょうぎかい)は、革命的共産主義者同盟全国委員会（中核派）の高校生による反戦組織。略称は反戦高協。
正式名称は戦争と植民地主義に反対し生活と権利を守る高校生協議会（略称：AGH 
-アゲハ）で、反戦高校生協議会は総称と思われる。機関誌は「腕-KAINA-」（現在、定期刊行しているかは不明）。
構成員は東京都をはじめとして23都府県に及んでいる。1970年代では学生運動における高校生部隊として、闘争をリードしてきたが、その後活動は停滞している。2005年11月の日比谷野音集会（中核派系主催）では登り旗を立てて、存在をアピールしていた。